# ميلور ستوروا
ميلور ستوروا (10 أبريل 1928 - 1 يونيو 2021) صحفي روسي كتب في إزفستيا منذ عام 1950. كان الصحفي الأطول خدمة في الصحيفة.

## السيرة الشخصية
ولد في تبليسي في جورجيا الاشتراكية السوفياتية في الاتحاد السوفيتي، كان والده أحد مؤسسي الحزب الديمقراطي الاجتماعي في روسيا وكان أيضًا الرئيس السابق لهيئة رئاسة مجلس السوفيات الأعلى لجمهورية جورجيا الاشتراكية السوفياتية. لأن والده كتب سيرة ذاتية حاول فيها تبرئة أصدقائه الذين أصبحوا ضحايا التطهير العظيم وتم عزلهم من منصبه بسبب ذلك، لم يتمكن ستوروا من الدخول في مهنة دبلوماسية، ولذلك أصبح في النهاية صحفيًا بمساعدة نائب رئيس الوزراء أناستاس ميكويان.
شغل ستوروا منصب نائب رئيس التحرير الخارجي لصحيفة إزفيستيا وكان رئيسًا لمكتب الصحيفة في نيويورك بين عامي 1968 و1972 وكان محررًا للخارجية بالإنابة بين عامي 1972 و1976. ومن 1976 حتى 1982 كان مديرًا لمكتب واشنطن، ومن 1982 حتى 1984 كان أجنبيًا محررًا. كان ستوروا كاتب عمود سياسي منذ عام 1982.
اسم ميلور هو اختصار لعبارة (Marx-Engels-Lenin-October Revolution).